# Amyntas III
Amyntas III (II) (grekiska: Αμύντας Γ΄) var kung av Makedonien och gift med Eurydike I av Makedonien.
Amyntas  var son till Filip som var bror till Perdikkas II. Han intog tronen efter mordet på Pausanias 393 f.Kr. En kort tid efter trontillträdet blev han fördriven av Pausanias son Argaios men lyckades återtaga sitt kungarike två år senare.
Amyntas hade en dotter och tre söner:
1. Eurynoe av Makedonien, gift med Ptolemaios av Aloros
2. Alexander II av Makedonien
3. Perdikkas III av Makedonien
4. Filip II av Makedonien